# Campionatul de Fotbal al României 1911/1912
Třetí ročník Campionatul de Fotbal al României (Rumunského fotbalového mistrovství) se konal od 9. září 1911 do 26. února 1912. Oficiální název zněl Cupa Alexandru Bellio 1911–1912.  
Turnaje se zúčastnily opět tři kluby. Byly to dva kluby z Bukurešti (CS Olympia Bukurešť a Colentina AC București) a také jeden klub z Ploješti (United Ploiești). Vítězem turnaje se stal United Ploješť.